# Dobrodošli
Dobrodošli (кирил. Добродошли; укр. Ласкаво просимо) — пісня чорногорської співачки Ніни Жижич. Пісня представляє Чорногорію на пісенному конкурсі Євробачення 2025.

## Про пісню
Написана Борисом Суботичем і Віолетою Михайловською Міліч під продюсуванням Дарка Дімітрова. В інтерв’ю фан-сайту Wiwibloggs співачка пояснила, що пісня розповідає про те, як «жінка може бути сильною у важкі часи». Назва, яку придумав Суботич, була несподіваною навіть для самої Жижич, оскільки вона очікувала не баладу, а танцювальну пісню з менш серйозним текстом.

## Пісенний конкурс Євробачення

### Montesong 2024
За словами артистки, пропозиція взяти участь у Montesong надійшла від Михайловської Міліч. Після недовгих вагань вона все-таки вирішила взяти участь у конкурсі.
10 жовтня 2024 року Радіо і телебачення Чорногорії (RTCG) оголосило, що воно обрало Ніну Жижич з піснею «Dobrodošli» як одну з учасниць конкурсу Montesong 2024, який слугував національним відбором для вибору учасника від Чорногорії на пісенний конкурс Євробачення 2025. 27 листопада 2024 року відбувся фінал конкурсу, де пісня посіла перше місце серед суддів і четверте місце серед глядачів, загалом посівши друге місце, причому відстаючи на один бал від пісні-переможниці «Clickbait» у виконанні гурту Neonoen. Однак, 4 грудня 2024 року Neonoen зняли свою заявку з Євробачення, оскільки вони раніше виконували свою пісню на музичному фестивалі у 2023 році, що є порушенням правил конкурсу. 8 грудня RTCG оголосило, що пісня «Dobrodošli» у виконанні Ніни Жижич представлятиме Чорногорію на пісенному конкурсі Євробачення 2025 оскільки вона посіла друге місце на відборі.

### На Євробаченні
Пісенний конкурс Євробачення 2025 відбудевся на Санкт-Якобсгалле в місті Базель, Швейцарія, і складався з двох півфіналів, які пройшли 13 і 15 травня відповідно, і фіналу 17 травня 2024 року. Під час жеребкування 28 січня 2025 року Чорногорія потрапила до першої половини другого півфіналу конкурсу. Чорногорія не пройшла до фіналу конкурсу й зайняла останнє, шістнадцяте, місце з 12-ма балами, причому всі бали вона отримала від Сербії.